# Неруш, Николай Владимирович
Николай Владимирович Неруш (родился 24 июля 1960 года в Старой Купавне) — советский и российский регбист и регбийный тренер, заслуженный тренер России. Главный тренер монинского регбийного клуба «ВВА-Подмосковье» с 1991 по 2019 год, а также с 2021 года. Первый тренер, который вывел сборную России на чемпионат мира по регби.

## Биография
В чемпионате СССР выступал за команду «ВВА им. Ю. А. Гагарина» (Монино). Окончил в 1987 году Московскую государственную академию физической культуры (МГАФК).
Тренерскую карьеру начал в 1980 году. С 1991 года бессменный тренер «ВВА-Подмосковье», с которым выигрывал чемпионат России и Кубок России по 8 раз. В 1993—2005 годах был тренером сборной России по регби-7, которая в 2001 году впервые сыграла на чемпионате мира (в частности, руководил ей в 2000 году на турнире в Гонконге). В 1992 году также руководил сборной СССР в одном из матчей против Бельгии.
Тренерскую работу Нерушу в сборной предлагали ещё до прихода француза Клода Сореля. Однако возглавил он её только в 2008 году и с ней впервые отобрался на Кубок мира — сборная дебютировала в 2011 году на крупнейшем международном турнире по регби. Команда проиграла все 4 матча, занеся при этом 8 попыток (рекорд для дебютанта), а Неруш подал в отставку.
С 3 февраля 2016 года является руководителем тренерского совета Федерации регби России.